# Панца, Джулиано Франческо
Джулиано Франческо Панца (Панза) (итал. Giuliano Francesco Panza; род. 27 апреля 1945, Фаэнца, Эмилия-Романья) — итальянский учёный-геофизик и сейсмолог, Иностранный член РАН (2003).

## Биография
Родился 27 апреля 1945 года в итальянском городе Фаенца в семье Giuseppe Panza и его жены Giuseppina Panza (девичья фамилия Liverani).
Учился в классическом лицее и затем на физическом факультете университета Болоньи, после окончания которого в 1967 году получил степень доктора физических наук. После этого стажировался в университетах Болоньи (1968—1970) и Упсалы (1969).
С 1970 по 1980 год Панца преподавал геодезию в университете Бари. В 1971—1974 годах работал по гранту в Калифорнийском университете в Лос-Анджелесе. По возвращении в Италию читал курс сейсмологии в Университете Калабрии в 1975—1977 годах и был приглашенным профессором Высшей технической школы в Цюрихе в 1977 году.
С 1980 года Джулиано Панца работает в университете Триеста: был профессором разведочной геофизики, руководителем геологической школы (1983—1986), директором Института геодезии и геофизики университета (1985—1991, с 1988 года профессор сейсмологии). С 1989 года он сотрудничает с Международным центром теоретической физики Абду Салама в Триесте, работающем под эгидой ООН, где в 1991 году возглавил созданную по его инициативе группу по изучению строения и нелинейной динамики Земли.
В 1991 году Панца возглавил рабочую группу международной программы «Литосфера» по трехмерному моделированию тектоносферы Земли. С 1996 года он руководил исследованиями по совместным проектам ЮНЕСКО, НАТО, Международного союза геологических наук и Международной программы геологической корреляции.
22 мая 2003 года Джулиано Панца был избран иностранным членом Российской академии наук по Отделению наук о Земле (сейсмология).

## Заслуги
- В 1987 году учёный был избран корреспондентом Академии Линчеи, в 1990 году за вклад в области астрономии, геодезии и геофизики получил премию Фонда Линчеи. В 2004 году Панца вошел в состав Академии сорока в Риме. С 2005 года является членом Итальянского геологического комитета.
- В 1990 году был избран членом Европейской академии. С 1997 года — ассоциированный член Академии наук развивающихся стран.
- Джулиано Панца избран членом Королевского астрономического общества Лондона в 1983 году, членом Сейсмологического общества Америки в 1986 году, член Американского геофизического союза с 1990 года.
- За выдающийся вклад в развитие сейсмологии был удостоен медали Бено Гутенберга в 2000 году. В 2004 году удостоен почетной медали за организацию и проведение научных исследований.